# Paso del Tío Pío
Paso del Tío Pío är en ort i Mexiko.   Den ligger i kommunen Zaragoza och delstaten Coahuila, i den norra delen av landet, 1 000 km norr om huvudstaden Mexico City. Paso del Tío Pío ligger 357 meter över havet och antalet invånare är 548.
Terrängen runt Paso del Tío Pío är platt. Runt Paso del Tío Pío är det glesbefolkat, med 18 invånare per kvadratkilometer. Närmaste större samhälle är Zaragoza, 2,5 km nordväst om Paso del Tío Pío. Trakten runt Paso del Tío Pío består i huvudsak av gräsmarker.